# Billie Jean King Cup 2022
Der Billie Jean King Cup 2022 war die 59. Auflage des Tennisturniers der Nationalmannschaften der Damen.

## Qualifikation
| Teilnehmer | Teilnehmer | Teilnehmer | Teilnehmer | Teilnehmer             | Teilnehmer         |
| --- | ---------- | ---------- | ---------- | ---------------------- | ------------------ |
| Zehn Teilnehmern der Finalrunde 2020/21, die in der Gruppenphase oder dem Halbfinale ausgeschieden sind:                       | Australien | Belarus    | Belgien    | Deutschland            | Frankreich         |
| Zehn Teilnehmern der Finalrunde 2020/21, die in der Gruppenphase oder dem Halbfinale ausgeschieden sind:                       | Kanada     | Slowakei   | Spanien    | Tschechien             | Vereinigte Staaten |
| Acht Gewinnern der Play-offs 2020/21. Für Kanada, das eine Wildcard für die Finalrunde erhalten hat, ist Rumänien nachgerückt: | Italien    | Kasachstan | Lettland   | Niederlande            |                    |
| Acht Gewinnern der Play-offs 2020/21. Für Kanada, das eine Wildcard für die Finalrunde erhalten hat, ist Rumänien nachgerückt: | Polen      | Rumänien   | Ukraine    | Vereinigtes Königreich |                    |

Die Auslosung fand im November 2021 in Prag statt. Billie Jean King fungierte dabei als Losfee.
Australien – Slowakei
Weil der russische Tennisverband wegen des Überfalls auf die Ukraine 2022 vom Wettbewerb ausgeschlossen wurde, und so ein Platz für die Finalrunde frei wurde, erhielt der letztjährige Halbfinalist Australien dessen Platz. Die Slowakei kam kampflos in die Finalrunde.
Italien – Frankreich
| \| 3 1 \| Datum: 15. bis 16. April 2022 Austragungsort: Tennis Club Alghero, Alghero, Italien Belag: Hartplatz \| | |                |
| Italien | Frankreich                                                                                           | Ergebnis       |
| Jasmine Paolini                                                                                                   | Alizé Cornet                                                                                         | 2:6, 6:1, 7:62 |
| Camila Giorgi | Océane Dodin                                                                                         | 6:1, 6:2       |
| Camila Giorgi | Harmony Tan                                                                                          | 6:2, 6:0       |
| Jasmine Paolini                                                                                                   | Océane Dodin                                                                                         | nicht gespielt |
| Lucia Bronzetti Martina Trevisan                                                                                  | Océane Dodin Kristina Mladenovic                                                                     | 6:74, 1:6      |
| 3 1 | Datum: 15. bis 16. April 2022 Austragungsort: Tennis Club Alghero, Alghero, Italien Belag: Hartplatz |                |

Vereinigte Staaten – Ukraine
| \| 3 2 \| Datum: 15. bis 16. April 2022 Austragungsort: Harrah’s Cherokee Center, Asheville, Vereinigte Staaten Belag: Hartplatz (Halle) \| | |            |
| Vereinigte Staaten | Ukraine | Ergebnis   |
| Alison Riske | Dajana Jastremska | 7:616, 7:5 |
| Jessica Pegula | Katarina Sawazka | 6:2, 6:1   |
| Jessica Pegula | Dajana Jastremska | 3:6, 4:6   |
| Shelby Rogers | Katarina Sawazka | 3:6, 4:6   |
| Asia Muhammad Jessica Pegula | Ljudmyla Kitschenok Dajana Jastremska                                                                                          | 7:65, 6:3  |
| 3 2 | Datum: 15. bis 16. April 2022 Austragungsort: Harrah’s Cherokee Center, Asheville, Vereinigte Staaten Belag: Hartplatz (Halle) |            |

Tschechien – Vereinigtes Königreich
| \| 3 2 \| Datum: 15. bis 16. April 2022 Austragungsort: I. ČLTK Prag, Prag, Tschechien Belag: Sand \| |                                                                                          |               |
| Tschechien                                                                                            | Vereinigtes Konigreich                                                                   | Ergebnis      |
| Markéta Vondroušová                                                                                   | Harriet Dart                                                                             | 6:1, 6:0      |
| Tereza Martincová                                                                                     | Emma Raducanu                                                                            | 5:7, 5:7      |
| Markéta Vondroušová                                                                                   | Emma Raducanu                                                                            | 6:1, 6:1      |
| Linda Fruhvirtová                                                                                     | Harriet Dart                                                                             | 0:6, 7:5, 2:6 |
| Karolína Muchová Markéta Vondroušová                                                                  | Harriet Dart Katie Swan                                                                  | 6:1, 7:5      |
| 3 2                                                                                                   | Datum: 15. bis 16. April 2022 Austragungsort: I. ČLTK Prag, Prag, Tschechien Belag: Sand |               |

Belarus – Belgien
Aufgrund des russischen Überfalls auf die Ukraine 2022 wurde der belarussische Tennisverband von der Teilnahme ausgeschlossen und Belgien erreichte kampflos die Finalrunde.
Kasachstan – Deutschland
| \| 3 1 \| Datum: 15. bis 16. April 2022 Austragungsort: National Tennis Centre, Nur-Sultan, Kasachstan Belag: Sand (Halle) \| | |                  |
| Kasachstan | Deutschland | Ergebnis         |
| Julija Putinzewa | Angelique Kerber                                                                                                 | 3:6, 6:3, 6:2    |
| Jelena Rybakina | Laura Siegemund                                                                                                  | 6:0, 6:1         |
| Jelena Rybakina | Angelique Kerber                                                                                                 | 4:6, 6:3, 7:5    |
| Julija Putinzewa | Laura Siegemund                                                                                                  | nicht gespielt   |
| Anna Danilina Schibek Qulambajewa                                                                                             | Anna-Lena Friedsam Jule Niemeier                                                                                 | 2:6, 6:3, [6:10] |
| 3 1 | Datum: 15. bis 16. April 2022 Austragungsort: National Tennis Centre, Nur-Sultan, Kasachstan Belag: Sand (Halle) |                  |

Kanada – Lettland
| \| 4 0 \| Datum: 15. bis 16. April 2022 Austragungsort: Pacific Coliseum, Vancouver, Kanada Belag: Hartplatz (Halle) \| | |                |
| Kanada | Lettland                                                                                                   | Ergebnis       |
| Leylah Fernandez | Darja Semeņistaja                                                                                          | 6:1, 6:2       |
| Rebecca Marino | Daniela Vismane                                                                                            | 6:3, 6:74, 6:3 |
| Leylah Fernandez | Daniela Vismane                                                                                            | 6:2, 6:1       |
| Rebecca Marino | Darja Semeņistaja                                                                                          | nicht gespielt |
| Gabriela Dabrowski Carol Zhao                                                                                           | Darja Semeņistaja Daniela Vismane                                                                          | 6:1, 6:3       |
| 4 0 | Datum: 15. bis 16. April 2022 Austragungsort: Pacific Coliseum, Vancouver, Kanada Belag: Hartplatz (Halle) |                |

Niederlande – Spanien
| \| 0 4 \| Datum: 15. bis 16. April 2022 Austragungsort: Maaspoort Sports & Events, ’s-Hertogenbosch, Niederlande Belag: Sand (Halle) \| | |                   |
| Niederlande | Spanien | Ergebnis          |
| Arantxa Rus | Nuria Párrizas Díaz | 2:6, 6:74         |
| Lesley Pattinama Kerkhove | Sara Sorribes Tormo | 4:6, 3:6          |
| Arantxa Rus | Sara Sorribes Tormo | 0:6, 4:6          |
| Lesley Pattinama Kerkhove | Nuria Párrizas Díaz | nicht gespielt    |
| Arianne Hartono Demi Schuurs | Aliona Bolsova Rebeka Masarova                                                                                             | 6:4, 6:77, [7:10] |
| 0 4 | Datum: 15. bis 16. April 2022 Austragungsort: Maaspoort Sports & Events, ’s-Hertogenbosch, Niederlande Belag: Sand (Halle) |                   |

Polen – Rumänien
| \| 4 0 \| Datum: 15. bis 16. April 2022 Austragungsort: Radomskie Centrum Sportu, Radom, Polen Belag: Hartplatz (Halle) \| | |                  |
| Polen | Rumänien | Ergebnis         |
| Magda Linette | Irina-Camelia Begu                                                                                            | 6:1, 4:6, 6:2    |
| Iga Świątek | Mihaela Buzărnescu                                                                                            | 6:1, 6:0         |
| Iga Świątek | Andreea Prisăcariu                                                                                            | 6:0, 6:0         |
| Magda Linette | Mihaela Buzărnescu                                                                                            | nicht gespielt   |
| Magdalena Fręch Alicja Rosolska                                                                                            | Mihaela Buzărnescu Andreea Mitu                                                                               | 5:7, 6:3, [10:5] |
| 4 0 | Datum: 15. bis 16. April 2022 Austragungsort: Radomskie Centrum Sportu, Radom, Polen Belag: Hartplatz (Halle) |                  |

## Finalrunde
Datum: 8. bis 13. November 2022

Austragungsort: Emirates Arena, Glasgow, Schottland

Belag: Hartplatz (Halle)
Zwölf Nationen nehmen an der Finalrunde teil:
- Finalisten von 2020/21 (Schweiz, Australien ersetzt Russland)
- Gastgeber (Großbritannien)
- neun Sieger der Qualifikation

| Schweiz    | Australien | Vereinigtes Königreich | Slowakei | Italien | Vereinigte Staaten |
| Tschechien | Belgien    | Kasachstan             | Kanada   | Spanien | Polen              |

### Teamnominierungen
| Australien              | Australien | Australien |
| Spielerin               | Einzel     | Doppel     |
| ----------------------- | ---------- | ---------- |
| Ajla Tomljanović        | 33         | 136        |
| Priscilla Hon           | 151        | 340        |
| Storm Sanders           | 237        | 10         |
| Ellen Perez             | 363        | 20         |
| Samantha Stosur         | 539        | 113        |
| Kapitänin: Alicia Molik |            |            |

| Belgien                  | Belgien | Belgien |
| Spielerin                | Einzel  | Doppel  |
| ------------------------ | ------- | ------- |
| Elise Mertens            | 29      | 5       |
| Alison Van Uytvanck      | 54      | 183     |
| Maryna Zanevska          | 81      | 177     |
| Ysaline Bonaventure      | 96      | 299     |
| Kirsten Flipkens         | 241     | 30      |
| Kapitän: Johan Van Herck |         |         |

| Italien                    | Italien | Italien |
| Spielerin                  | Einzel  | Doppel  |
| -------------------------- | ------- | ------- |
| Martina Trevisan           | 28      | 244     |
| Lucia Bronzetti            | 56      | 585     |
| Jasmine Paolini            | 59      | 141     |
| Elisabetta Cocciaretto     | 65      | 397     |
| Kapitänin: Tathiana Garbin |         |         |

| Kanada                   | Kanada | Kanada |
| Spielerin                | Einzel | Doppel |
| ------------------------ | ------ | ------ |
| Leylah Fernandez         | 40     | 76     |
| Bianca Andreescu         | 45     | 380    |
| Rebecca Marino           | 64     | 357    |
| Carol Zhao               | 163    | 564    |
| Gabriela Dabrowski       | 1012   | 7      |
| Kapitän: Sylvain Bruneau |        |        |

| Kasachstan                     | Kasachstan | Kasachstan |
| Spielerin                      | Einzel     | Doppel     |
| ------------------------------ | ---------- | ---------- |
| Jelena Rybakina                | 22         | 442        |
| Julija Putinzewa               | 51         | 314        |
| Schibek Qulambajewa            | 438        | 204        |
| Anna Danilina                  | 517        | 11         |
| Kapitänin: Jaroslawa Schwedowa |            |            |

| Polen               | Polen  | Polen  |
| Spielerin           | Einzel | Doppel |
| ------------------- | ------ | ------ |
| Magda Linette       | 49     | 45     |
| Magdalena Fręch     | 116    | 525    |
| Katarzyna Kawa      | 261    | 75     |
| Martyna Kubka       | 608    | 313    |
| Alicja Rosolska     | –      | 34     |
| Kapitän: Dawid Celt |        |        |

| Schweiz                  | Schweiz | Schweiz |
| Spielerin                | Einzel  | Doppel  |
| ------------------------ | ------- | ------- |
| Belinda Bencic           | 12      | 133     |
| Jil Teichmann            | 35      | 106     |
| Viktorija Golubic        | 77      | 90      |
| Simona Waltert           | 120     | 399     |
| Kapitän: Heinz Günthardt |         |         |

| Slowakei                  | Slowakei | Slowakei |
| Spielerin                 | Einzel   | Doppel   |
| ------------------------- | -------- | -------- |
| Anna Karolína Schmiedlová | 100      | 1276     |
| Viktória Kužmová          | 146      | 89       |
| Rebecca Šramková          | 316      | 550      |
| Renáta Jamrichová         | 881      | –        |
| Tereza Mihalíková         | 984      | 48       |
| Kapitän: Matej Lipták     |          |          |

| Spanien                            | Spanien | Spanien |
| Spielerin                          | Einzel  | Doppel  |
| ---------------------------------- | ------- | ------- |
| Paula Badosa                       | 13      | 190     |
| Nuria Párrizas Díaz                | 72      | 335     |
| Cristina Bucșa                     | 107     | 151     |
| Rebeka Masarova                    | 132     | 189     |
| Aliona Bolsova                     | 193     | 59      |
| Kapitänin: Anabel Medina Garrigues |         |         |

| Tschechien          | Tschechien | Tschechien |
| Spielerin           | Einzel     | Doppel     |
| ------------------- | ---------- | ---------- |
| Karolína Plíšková   | 32         | 329        |
| Kateřina Siniaková  | 47         | 1          |
| Markéta Vondroušová | 99         | 119        |
| Karolína Muchová    | 149        | 498        |
| Kapitän: Petr Pála  |            |            |

| Vereinigtes Königreich     | Vereinigtes Königreich | Vereinigtes Königreich |
| Spielerin                  | Einzel                 | Doppel                 |
| -------------------------- | ---------------------- | ---------------------- |
| Harriet Dart               | 98                     | 120                    |
| Katie Boulter              | 124                    | –                      |
| Heather Watson             | 133                    | 115                    |
| Alicia Barnett             | 817                    | 60                     |
| Olivia Nicholls            | –                      | 63                     |
| Kapitänin: Anne Keothavong |                        |                        |

| Vereinigte Staaten       | Vereinigte Staaten | Vereinigte Staaten |
| Spielerin                | Einzel             | Doppel             |
| ------------------------ | ------------------ | ------------------ |
| Coco Gauff               | 7                  | 4                  |
| Madison Keys             | 11                 | 56                 |
| Danielle Collins         | 14                 | 287                |
| Catherine McNally        | 94                 | 21                 |
| Taylor Townsend          | 131                | 33                 |
| Kapitänin: Kathy Rinaldi |                    |                    |

- Einzel und Doppel: Weltranglistenplatzierung vom 7. November 2022

### Gruppenphase

#### Gruppe A
|   | Team    | S-N | Sätze | Spiele |
| 1 | Schweiz | 2:0 | 10:4  | 5:1    |
| 2 | Kanada  | 1:1 | 9:4   | 4:2    |
| 3 | Italien | 0:2 | 1:12  | 0:6    |

Schweiz – Italien
| \| 3 0 \| Datum: 9. November 2022 \| |                                  |                |
| Schweiz                              | Italien                          | Ergebnis       |
| Jil Teichmann                        | Elisabetta Cocciaretto           | 6:3, 4:6, 7:65 |
| Belinda Bencic                       | Jasmine Paolini                  | 7:5, 6:3       |
| Belinda Bencic Jil Teichmann         | Jasmine Paolini Martina Trevisan | 7:65, 6:1      |
| 3 0                                  | Datum: 9. November 2022          |                |

Kanada – Italien
| \| 3 0 \| Datum: 10. November 2022 \| |                                 |           |
| Kanada                                | Italien                         | Ergebnis  |
| Bianca Andreescu                      | Elisabetta Cocciaretto          | 7:63, 6:3 |
| Leylah Fernandez                      | Martina Trevisan                | 6:0, 6:0  |
| Gabriela Dabrowski Leylah Fernandez   | Lucia Bronzetti Jasmine Paolini | 6:1, 6:1  |
| 3 0                                   | Datum: 10. November 2022        |           |

Schweiz – Kanada
| \| 2 1 \| Datum: 11. November 2022 \| |                               |               |
| Schweiz                               | Kanada                        | Ergebnis      |
| Viktorija Golubic                     | Bianca Andreescu              | 2:6, 6:3, 6:4 |
| Belinda Bencic                        | Leylah Fernandez              | 6:0, 7:5      |
| Jil Teichmann Simona Waltert          | Gabriela Dabrowski Carol Zhao | 2:6, 1:6      |
| 2 1                                   | Datum: 11. November 2022      |               |

#### Gruppe B
|   | Team       | S-N | Sätze | Spiele |
| 1 | Australien | 2:0 | 11:3  | 5:1    |
| 2 | Slowakei   | 1:1 | 6:8   | 3:3    |
| 3 | Belgien    | 0:2 | 4:10  | 1:5    |

Australien – Slowakei
| \| 2 1 \| Datum: 8. November 2022 \| |                                    |                  |
| Australien                           | Slowakei                           | Ergebnis         |
| Storm Sanders                        | Viktória Kužmová                   | 6:4, 6:3         |
| Ajla Tomljanović                     | Anna Karolína Schmiedlová          | 6:1, 6:2         |
| Ellen Perez Storm Sanders            | Viktória Kužmová Tereza Mihalíková | 6:2, 3:6, [6:10] |
| 2 1                                  | Datum: 8. November 2022            |                  |

Slowakei – Belgien
| \| 2 1 \| Datum: 9. November 2022 \| |                                |               |
| Slowakei                             | Belgien                        | Ergebnis      |
| Viktória Kužmová                     | Ysaline Bonaventure            | 6:2, 7:67     |
| Anna Karolína Schmiedlová            | Maryna Zanevska                | 5:7, 6:2, 6:3 |
| Viktória Kužmová Tereza Mihalíková   | Kirsten Flipkens Elise Mertens | 0:6, 3:6      |
| 2 1                                  | Datum: 9. November 2022        |               |

Australien – Belgien
| \| 3 0 \| Datum: 10. November 2022 \| |                                      |                       |
| Australien                            | Belgien                              | Ergebnis              |
| Storm Sanders                         | Alison Van Uytvanck                  | 6:2, 6:2              |
| Ajla Tomljanović                      | Elise Mertens                        | 4:6, 6:4, 3:0 Aufgabe |
| Storm Sanders Samantha Stosur         | Ysaline Bonaventure Kirsten Flipkens | 6:4, 6:3              |
| 3 0                                   | Datum: 10. November 2022             |                       |

#### Gruppe C
|   | Team                   | S-N | Sätze | Spiele |
| 1 | Vereinigtes Königreich | 1:1 | 9:4   | 4:2    |
| 2 | Spanien                | 1:1 | 6:8   | 3:3    |
| 3 | Kasachstan             | 1:1 | 6:9   | 2:4    |

Kasachstan – Vereinigtes Königreich
| \| 2 1 \| Datum: 8. November 2022 \| |                                |               |
| Kasachstan                           | Vereinigtes Konigreich         | Ergebnis      |
| Julija Putinzewa                     | Katie Boulter                  | 4:6, 6:3, 6:2 |
| Jelena Rybakina                      | Harriet Dart                   | 6:1, 6:4      |
| Anna Danilina Jelena Rybakina        | Alicia Barnett Olivia Nicholls | 5:7, 3:6      |
| 2 1                                  | Datum: 8. November 2022        |               |

Spanien – Kasachstan
| \| 3 0 \| Datum: 9. November 2022 \| |                                |                |
| Spanien                              | Kasachstan                     | Ergebnis       |
| Nuria Párrizas Díaz                  | Julija Putinzewa               | 6:4, 2:6, 7:65 |
| Paula Badosa                         | Jelena Rybakina                | 6:2, 3:6, 6:4  |
| Paula Badosa Aliona Bolsova          | Anna Danilina Julija Putinzewa | 6:4, 6:2       |
| 3 0                                  | Datum: 9. November 2022        |                |

Spanien – Vereinigtes Königreich
| \| 0 3 \| Datum: 10. November 2022 \| |                                |           |
| Spanien                               | Vereinigtes Konigreich         | Ergebnis  |
| Nuria Párrizas Díaz                   | Heather Watson                 | 0:6, 2:6  |
| Paula Badosa                          | Harriet Dart                   | 3:6, 4:6  |
| Aliona Bolsova Rebeka Masarova        | Alicia Barnett Olivia Nicholls | 6:75, 2:6 |
| 0 3                                   | Datum: 10. November 2022       |           |

#### Gruppe D
|   | Team               | S-N | Sätze | Spiele |
| 1 | Tschechien         | 2:0 | 8:4   | 4:2    |
| 2 | Vereinigte Staaten | 1:1 | 7:7   | 3:3    |
| 3 | Polen              | 0:2 | 5:9   | 2:4    |

Vereinigte Staaten – Polen
| \| 2 1 \| Datum: 9. November 2022 \| |                               |                |
| Vereinigte Staaten                   | Polen                         | Ergebnis       |
| Danielle Collins                     | Magdalena Fręch               | 6:4, 3:6, 7:62 |
| Madison Keys                         | Magda Linette                 | 4:6, 6:4, 2:6  |
| Coco Gauff Catherine McNally         | Magda Linette Alicja Rosolska | 6:1, 6:2       |
| 2 1                                  | Datum: 9. November 2022       |                |

Tschechien – Polen
| \| 2 1 \| Datum: 10. November 2022 \|  |                              |          |
| Tschechien                             | Polen                        | Ergebnis |
| Karolína Muchová                       | Magdalena Fręch              | 6:2, 6:2 |
| Karolína Plíšková                      | Magda Linette                | 4:6, 1:6 |
| Kateřina Siniaková Markéta Vondroušová | Katarzyna Kawa Magda Linette | 6:2, 6:3 |
| 2 1                                    | Datum: 10. November 2022     |          |

Tschechien – Vereinigte Staaten
| \| 2 1 \| Datum: 11. November 2022 \| |                              |           |
| Tschechien                            | Vereinigte Staaten           | Ergebnis  |
| Markéta Vondroušová                   | Danielle Collins             | 6:3, 6:3  |
| Kateřina Siniaková                    | Coco Gauff                   | 7:61, 6:1 |
| Karolína Muchová Karolína Plíšková    | Madison Keys Taylor Townsend | 3:6, 3:6  |
| 2 1                                   | Datum: 11. November 2022     |           |

### Halbfinale
Schweiz – Tschechien
| \| 2 0 \| Datum: 12. November 2022 \| |                                        |                   |
| Schweiz                               | Tschechien                             | Ergebnis          |
| Viktorija Golubic                     | Karolína Muchová                       | 6:4, 6:4          |
| Belinda Bencic                        | Karolína Plíšková                      | 6:2, 7:66         |
| Belinda Bencic Jil Teichmann          | Kateřina Siniaková Markéta Vondroušová | nicht ausgetragen |
| 2 0                                   | Datum: 12. November 2022               |                   |

Vereinigtes Königreich – Australien
| \| 1 2 \| Datum: 12. November 2022 \| |                               |                    |
| Vereinigtes Konigreich                | Australien                    | Ergebnis           |
| Heather Watson                        | Storm Sanders                 | 4:6, 6:73          |
| Harriet Dart                          | Ajla Tomljanović              | 7:63, 6:2          |
| Alicia Barnett Olivia Nicholls        | Storm Sanders Samantha Stosur | 6:71, 7:61, [6:10] |
| 1 2                                   | Datum: 12. November 2022      |                    |

### Finale
Schweiz – Australien
| \| 2 0 \| Datum: 13. November 2022 \| |                               |                   |
| Schweiz                               | Australien                    | Ergebnis          |
| Jil Teichmann                         | Storm Sanders                 | 6:3, 4:6, 6:3     |
| Belinda Bencic                        | Ajla Tomljanović              | 6:2, 6:1          |
| Belinda Bencic Jil Teichmann          | Storm Sanders Samantha Stosur | nicht ausgetragen |
| 2 0                                   | Datum: 13. November 2022      |                   |

## Play-offs
| Verlierer der Qualifikation                                 | Deutschland | Frankreich          | Lettland |
| Verlierer der Qualifikation                                 | Niederlande | Rumänien            | Ukraine  |
| Gewinner der 1. Gruppen aus den verschiedenen Zonen         | Argentinien | Brasilien           | Kroatien |
| Gewinner der 1. Gruppen aus den verschiedenen Zonen         | Slowenien   | Volksrepublik China | Ungarn   |
| Gewinner der 1. Gruppen aus den verschiedenen Zonen         | Japan       |                     |          |
| aufgrund des Ausschlusses der Verbände Russland und Belarus | Mexiko      | Serbien             |          |
| weil Großbritannien die Endrunde austrägt                   | Österreich  |                     |          |

Frankreich – Niederlande
| \| 3 1 \| Datum: 11. bis 12. November 2022 Austragungsort: Le Chaudron, Le Portel, Frankreich Belag: Hartplatz (Halle) \| | |                   |
| Frankreich | Niederlande                                                                                                  | Ergebnis          |
| Alizé Cornet | Lesley Pattinama Kerkhove                                                                                    | 6:2, 6:0          |
| Diane Parry | Suzan Lamens                                                                                                 | 6:75, 6:2, 7:63   |
| Caroline Garcia | Lesley Pattinama Kerkhove                                                                                    | 6:2, 6:3          |
| Alizé Cornet | Suzan Lamens                                                                                                 | nicht ausgetragen |
| Chloé Paquet Diane Parry                                                                                                  | Suzan Lamens Demi Schuurs                                                                                    | 1:6, 1:6          |
| 3 1 | Datum: 11. bis 12. November 2022 Austragungsort: Le Chaudron, Le Portel, Frankreich Belag: Hartplatz (Halle) |                   |

Kroatien – Deutschland
| \| 1 3 \| Datum: 11. bis 12. November 2022 Austragungsort: Sportska Dvorana Zamet, Rijeka, Kroatien Belag: Hartplatz (Halle) \| | |                   |
| Kroatien | Deutschland | Ergebnis          |
| Petra Martić | Eva Lys | 1:6, 4:6          |
| Petra Marčinko | Jule Niemeier | 6:3, 6:2          |
| Ana Konjuh | Jule Niemeier | 2:6, 1:6          |
| Petra Marčinko | Anna-Lena Friedsam                                                                                                 | 4:6, 1:6          |
| Ana Konjuh Petra Martić | Anna-Lena Friedsam Laura Siegemund                                                                                 | nicht ausgetragen |
| 1 3 | Datum: 11. bis 12. November 2022 Austragungsort: Sportska Dvorana Zamet, Rijeka, Kroatien Belag: Hartplatz (Halle) |                   |

Rumänien – Ungarn
| \| 4 0 \| Datum: 11. bis 12. November 2022 Austragungsort: Sala Polivalentă, Oradea, Rumänien Belag: Hartplatz (Halle) \| | |                   |
| Rumänien | Ungarn | Ergebnis          |
| Ana Bogdan | Dalma Gálfi                                                                                                  | 6:1, 6:4          |
| Jaqueline Cristian | Anna Bondár                                                                                                  | 6:2, 4:6, 7:63    |
| Ana Bogdan | Panna Udvardy                                                                                                | 6:0, 6:2          |
| Jaqueline Cristian | Dalma Gálfi                                                                                                  | nicht ausgetragen |
| Jaqueline Cristian Monica Niculescu                                                                                       | Réka Luca Jani Panna Udvardy                                                                                 | 5:7, 6:4, [10:4]  |
| 4 0 | Datum: 11. bis 12. November 2022 Austragungsort: Sala Polivalentă, Oradea, Rumänien Belag: Hartplatz (Halle) |                   |

Österreich – Lettland
| \| 3 2 \| Datum: 11. bis 12. November 2022 Austragungsort: Multiversum, Schwechat, Österreich Belag: Sand (Halle) \| | |                |
| Osterreich | Lettland                                                                                                | Ergebnis       |
| Tamira Paszek | Jeļena Ostapenko                                                                                        | 6:4, 2:6, 6:79 |
| Sinja Kraus | Daniela Vismane                                                                                         | 6:3, 6:1       |
| Sinja Kraus | Jeļena Ostapenko                                                                                        | 0:6, 6:3, 1:6  |
| Tamira Paszek | Diāna Marcinkēviča                                                                                      | 6:2, 6:3       |
| Melanie Klaffner Sinja Kraus                                                                                         | Diāna Marcinkēviča Jeļena Ostapenko                                                                     | 7:5, 6:3       |
| 3 2 | Datum: 11. bis 12. November 2022 Austragungsort: Multiversum, Schwechat, Österreich Belag: Sand (Halle) |                |

Japan – Ukraine
| \| 1 3 \| Datum: 11. bis 12. November 2022 Austragungsort: Ariake Coliseum, Tokio, Japan Belag: Hartplatz (Halle) \| | |                   |
| Japan | Ukraine                                                                                                 | Ergebnis          |
| Misaki Doi | Marta Kostjuk                                                                                           | 6:71, 4:6         |
| Moyuka Uchijima | Katarina Sawazka                                                                                        | 6:73, 2:6         |
| Moyuka Uchijima | Marta Kostjuk                                                                                           | 0:6, 3:6          |
| Misaki Doi | Katarina Sawazka                                                                                        | nicht ausgetragen |
| Shūko Aoyama Ena Shibahara                                                                                           | Ljudmyla Kitschenok Katarina Sawazka                                                                    | 6:2, 6:3          |
| 1 3 | Datum: 11. bis 12. November 2022 Austragungsort: Ariake Coliseum, Tokio, Japan Belag: Hartplatz (Halle) |                   |

Argentinien – Brasilien
| \| 1 3 \| Datum: 11. bis 12. November 2022 Austragungsort: Lawn Tennis Club, Tucumán, Argentinien Belag: Sand \| | |                   |
| Argentinien | Brasilien                                                                                           | Ergebnis          |
| Nadia Podoroska                                                                                                  | Beatriz Haddad Maia                                                                                 | 1:6, 3:6          |
| Paula Ormaechea                                                                                                  | Laura Pigossi                                                                                       | 6:2, 7:5          |
| María Carlé | Beatriz Haddad Maia                                                                                 | 3:6, 3:6          |
| Solana Sierra | Laura Pigossi                                                                                       | 2:6, 0:6          |
| María Carlé Julia Riera                                                                                          | Beatriz Haddad Maia Luisa Stefani                                                                   | nicht ausgetragen |
| 1 3 | Datum: 11. bis 12. November 2022 Austragungsort: Lawn Tennis Club, Tucumán, Argentinien Belag: Sand |                   |

Slowenien – China
| \| 3 1 \| Datum: 11. bis 12. November 2022 Austragungsort: Bela Dvorana, Velenje, Slowenien Belag: Sand (Halle) \| | |                   |
| Slowenien | China Volksrepublik                                                                                   | Ergebnis          |
| Nina Potočnik | Zheng Qinwen                                                                                          | 6:74, 3:6         |
| Kaja Juvan | Wang Xinyu                                                                                            | 6:3, 6:1          |
| Kaja Juvan | Zheng Qinwen                                                                                          | 2:6, 7:66, 6:3    |
| Nina Potočnik | Wang Xiyu                                                                                             | 6:3, 6:2          |
| Kaja Juvan Nina Potočnik                                                                                           | Wang Xiyu Yuan Yue                                                                                    | nicht ausgetragen |
| 3 1 | Datum: 11. bis 12. November 2022 Austragungsort: Bela Dvorana, Velenje, Slowenien Belag: Sand (Halle) |                   |

Mexiko – Serbien
| \| 4 0 \| Datum: 11. bis 12. November 2022 Austragungsort: Club Deportivo Potosino, San Luis Potosí, Mexiko Belag: Sand \| | |                   |
| Mexiko | Serbien | Ergebnis          |
| Renata Zarazúa | Olga Danilović                                                                                                | 7:610, 6:4        |
| Marcela Zacarías | Lola Radivojević                                                                                              | 5:7, 6:3, 6:2     |
| Marcela Zacarías | Natalija Stevanović                                                                                           | 6:0, 6:4          |
| Renata Zarazúa | Lola Radivojević                                                                                              | nicht ausgetragen |
| Giuliana Olmos Marcela Zacarías                                                                                            | Katarina Jokić Katarina Kozarov                                                                               | 6:4, 6:1          |
| 4 0 | Datum: 11. bis 12. November 2022 Austragungsort: Club Deportivo Potosino, San Luis Potosí, Mexiko Belag: Sand |                   |

## Europa-/Afrika-Zone
| Mannschaft   | Ergebnis 2020/2021      | Startplatz 2022 | Ergebnis 2022                  |
| ------------ | ----------------------- | --------------- | ------------------------------ |
| Serbien      | Play-offs verloren      | Gruppe I        | Gruppe I                       |
| Kroatien     | Gruppe I                | Gruppe I        | qualifiziert für die Play-offs |
| Slowenien    | Gruppe I                | Gruppe I        | qualifiziert für die Play-offs |
| Bulgarien    | Gruppe I                | Gruppe I        | Gruppe I                       |
| Österreich   | Gruppe I                | Gruppe I        | Gruppe I                       |
| Schweden     | Gruppe I                | Gruppe I        | Gruppe I                       |
| Türkei       | Gruppe I                | Gruppe I        | Gruppe I                       |
| Estland      | Gruppe I                | Gruppe I        | Abstieg in Gruppe II           |
| Ungarn       | zurückgezogen           | Gruppe I        | qualifiziert für die Play-offs |
| Dänemark     | Aufstieg aus Gruppe II  | Gruppe I        | Gruppe I                       |
| Georgien     | Aufstieg aus Gruppe II  | Gruppe I        | Abstieg in Gruppe II           |
| Griechenland | Abstieg aus Gruppe I    | Gruppe II       | Gruppe II                      |
| Luxemburg    | Abstieg aus Gruppe I    | Gruppe II       | Abstieg in Gruppe III          |
| Ägypten      | Gruppe II               | Gruppe II       | Aufstieg in Gruppe I           |
| Finnland     | Gruppe II               | Gruppe II       | Abstieg in Gruppe III          |
| Israel       | Gruppe II               | Gruppe II       | Gruppe II                      |
| Tunesien     | Gruppe II               | zurückgezogen   | zurückgezogen                  |
| Litauen      | Aufstieg aus Gruppe III | Gruppe II       | Gruppe II                      |
| Norwegen     | Aufstieg aus Gruppe III | Gruppe II       | Aufstieg in Gruppe I           |

### Gruppe I
Datum: 11. bis 16. April 2022
Austragungsort: MTA Tennis Academy, Antalya, Türkei
Belag: Sand
Ergebnisse:

Zunächst wurde in zwei Gruppen nach dem Round-Robin-Prinzip gespielt. Danach traten die Mannschaften beider Gruppen entsprechend ihrer Position in der Tabelle gegeneinander an. Die Ersten der Gruppen,  Ungarn und Slowenien qualifizierten sich direkt für die Play-offs und spielten um den Sieg in der Gruppe I. Den dritte Play-off-Platz konnte sich Kroatien im Duell der Gruppenzweiten sichern. Die letzten beiden Mannschaften der Gruppen ermittelten die zwei Absteiger in die Gruppe II, Georgien und Estland.
|   | Gruppe A | HUN | SRB | TUR | DNK | EST | S-N |
| 1 | Ungarn   |     | 2:1 | 2:1 | 3:0 | 3:0 | 4-0 |
| 2 | Serbien  | 1:2 |     | 2:1 | 2:1 | 2:1 | 3-1 |
| 3 | Türkei   | 1:2 | 1:2 |     | 2:1 | 2:1 | 2-2 |
| 4 | Dänemark | 0:3 | 1:2 | 1:2 |     | 2:1 | 1-3 |
| 5 | Estland  | 0:3 | 1:2 | 1:2 | 1:2 |     | 0-4 |

|   | Gruppe B   | SVN | HRV | AUT | BUL | SWE | GEO | S-N |
| 1 | Slowenien  |     | 2:1 | 2:1 | 2:1 | 1:2 | 2:1 | 4-1 |
| 2 | Kroatien   | 1:2 |     | 2:1 | 3:0 | 3:0 | 3:0 | 4-1 |
| 3 | Österreich | 1:2 | 1:2 |     | 2:1 | 2:1 | 3:0 | 3-2 |
| 4 | Bulgarien  | 1:2 | 0:3 | 1:2 |     | 3:0 | 2:1 | 2-3 |
| 5 | Schweden   | 2:1 | 0:3 | 1:2 | 0:3 |     | 3:0 | 2-3 |
| 6 | Georgien   | 1:2 | 0:3 | 0:3 | 1:2 | 0:3 |     | 0-5 |

| Platz    | Team Gruppe A | Ergebnis | Team Gruppe B |
| 1.       | Ungarn        | 2:1      | Slowenien     |
| Aufstieg | Serbien       | 0:2      | Kroatien      |
| 5.       | Türkei        | 0:2      | Österreich    |
| Abstieg  | Estland       | 1:2      | Schweden      |
| Abstieg  | Dänemark      | 2:1      | Georgien      |

### Gruppe II
Datum: 12. bis 15. April 2022
Austragungsort: Vierumäki, Finnland
Belag: Hartplatz (Halle)
Ergebnisse:

Zunächst wurde in zwei Gruppen nach dem Round-Robin-Prinzip gespielt. Danach traten die Mannschaften beider Gruppen entsprechend ihrer Position in der Tabelle gegeneinander an. Die beiden Ersten der Gruppen spielten um den Aufstieg in Gruppe I. Dabei konnten sich  Norwegen  und  Äpypten durchsetzen. Das Duell der Drittplatzierten verlor Luxemburg, das damit ebenso wie der Vierte der Gruppe B,  Finnland, in die Gruppe III abstieg.
|   | Gruppe A     | NOR | EGY | GRC | S-N |
| 1 | Norwegen     |     | 2:1 | 1:2 | 1:1 |
| 2 | Ägypten      | 1:2 |     | 2:1 | 1:1 |
| 3 | Griechenland | 2:1 | 1:2 |     | 1:1 |

|   | Gruppe B  | LTU | ISR | LUX | FIN | S-N |
| 1 | Litauen   |     | 3:0 | 3:0 | 3:0 | 3:0 |
| 2 | Israel    | 0:3 |     | 2:1 | 2:1 | 2:1 |
| 3 | Luxemburg | 0:3 | 1:2 |     | 2:1 | 1:2 |
| 4 | Finnland  | 0:3 | 1:2 | 1:2 |     | 0:3 |

| Platz    | Team Gruppe A | Ergebnis | Team Gruppe B |
| Aufstieg | Norwegen      | 2:1      | Israel        |
| Aufstieg | Ägypten       | 2:1      | Litauen       |
| Abstieg  | Griechenland  | 2:1      | Luxemburg     |